# Volova
Volova  (ucraniano: Волова) es una localidad del Raión de Podilsk en el Óblast de Odesa de Ucrania. Según el censo de 2001, tiene una población de 434 habitantes.